# Fenyvesi Gabi
Fenyvesi Gabi (Budapest, 1949 –) magyar énekesnő.

## Élete
Farkas Gabriella néven Budapesten született. Édesapjához hasonlóan zenész. Már ötévesen szolfézsórákat vett. A VII. kerületi Kertész utcai általános iskolában Kadosa Pál zongoraóráit látogatta, otthonában a  Petrof-pianínón és hegedűjén gyakorolt, amiben abszolút hallása is segítette. A VIII. kerületi Bezerédj utcai gimnáziumban végezte a középiskolát, s nem mulasztotta el a közeli Erkel Színház nívós előadásait. Közben a Zenekonzervatóriumot is elvégezte, majd a Színház- és Filmművészeti Főiskola operett tanszakán diplomázott. Három évig a Semmelweis Orvostudományi Egyetem általános orvosi karának hallgatója is volt. A Magyar Rádió Balassa P. Tamás által vezetett egyéves stúdióképzésére 1966-ban privát énektanára, Majláth Júlia ajánlotta be. Ottani kapcsolatai révén Ádám, hol vagy? című dalával tizenhét évesen nagy sikert aratott az elsö táncdalfesztiválon, majd 1971-ig minden évben eljutott a fesztiválra egy-egy dallal, de már mérsékeltebb sikerrel. Haknikra is ott szerzett kapcsolatai révén jutott el, mielőtt még rádiófelvétele lett volna. Ekkor anyai nagyanyja Fenyvesi vezetéknevét vette fel, mivel egy Farkas Gabi már működött a show-businessben.
„Ez egy kultúrmisszió volt, hiszen Kossuth-díjas művészek is szerepeltek egy-egy ilyen turnén. Rendkívül egyszerű ennek a magyarázata: kellett a kiegészítés, mert az alapfizetésből a színészek sem igen tudtak megélni, mi énekesek pedig arra törekedtünk, hogy a több bevételből levont több társadalombiztosítással majd vállalható nyugdíjunk legyen. Ebben tévedtünk, a közönség ugyanakkor nyert egy sor értékes produkciót, mert kollégáim prózával, verssel, humoros jelenetekkel és persze sok-sok zenével készültek ezekre a műsorokra.”
A fellépésekhez elengedhetetlen ORI-vizsgájáról ezt mondta: „Mikor már látták, hogy mennem kell sok helyre fellépni – az első alkalmakat még ORI-vizsga nélkül oldottam meg –, behívtak az ORI székházába, az V. kerületi Semmelweis utca 1. szám alá, hogy megmutassam, mit tudok. Ráböktek egy dalra – már nem emlékszem, hogy melyikre –, amit el kellett énekelnem. Gyarmati István kísért zongorán, de tudom, hogy másoknál Turán László is közreműködött ilyen alkalmakon. Aztán táviratban értesítettek, hogy sikeres vizsgát tettem. Az első gázsibesorolásom szerint százötven forintot kaphattam, de a legelején mégis csak hetvenet adtak. Amikor 1974-ben itthon befejeztem a pályafutásomat, akkor ötszáz forintra emelkedett a fellépti díjam, ami elsősorban az eltöltött időnek, és persze a színpadon szerzett tapasztalatomnak szólt. A kétoldalas, egyetlen lapból álló ORI működési engedélyem fejlécén »előadóművész« kategória szerepelt, amivel hivatalosan mehettem énekelni, de színészkedni és zenélni is, sőt ezeket még taníthattam is.”
1974-ig a Kamara Varietében is fellépett, ahol délután és este is volt műsor, de bohócként is szerepelt, Vay Ilussal a Fővárosi Nagycirkuszban, ahol matinék, déli és délutáni előadások is voltak. Az 1970-es évek elején rendszeresen szerepelt a rádiókabaréban, amelyet Marton Frigyes rendezett, és Szilágyi György vezetett. Havonta egy alkalommal parodistaként szerepelt fel. A táncdalfesztiválok hátteréről a következőket mondta:
„Mi énekesek – főleg a kezdők – nemigen választhattunk, hogy milyen dalokat szeretnénk elénekelni. Kaptunk egy számot, és ha tetszett, ha nem, azzal indultunk a versenyen. A legmenőbbek persze kijárhattak maguknak egy-egy slágert, és a szerkesztők elismerve a korábbi érdemeiket, hallgattak a javaslataikra. De a többségnek nem volt szava, és ha belegondolunk, hogy én még tizennyolc éves sem voltam az első táncdalfesztiválos szereplésem idején, valahol ez érthető is. Ráadásul, mivel olyan »kis cuki« kislánynak könyveltek el, még azt is mondhatták, hogy mennyire eltalálták, hogy az Ádám, hol vagy?-ot osztották nekem. Persze óriási siker lett, de én magam nem tartottam minőségi szerzeménynek ezt a gyerekdalt, mivel egyrészt már nem éreztem magam gyereknek, másrészt ekkor már igen hosszú komolyzenei múltam volt. Ekkor felléptem már ugyanis a Zeneakadémia kistermében, ahol Ránki Dezsővel adtuk elő Bartók Béla zongoraműveit. A helyzetet még pikánsabbá tette, hogy az 1967-es táncdalfesztivál idején még semmilyen tánczenei felvételem nem volt a rádióban, így teljesen ismeretlenként robbantam be a köztudatba. A sikerrel persze ez megváltozott, és sorra vettem fel az átlagos vagy annál kicsit jobb számokat a rádióban. Lovas Róbert írta nekem a Negyvenhat éves az én apukámat Szenes Iván szövegével, aminek külön érdekessége, hogy ez tényleg az én apukámról szólt. Utóbbi írta a Mi ebből a tanulság? című (Tamássy Zdenko által komponált) dalomat is, ami ugyancsak kellemes hangzású, de nem lett belőle átütő, nagy siker, viszont legalább felvették. Ugyanígy járt egy Tomsits Rudolf-szerzemény is. Itt a szerzőnek sikerült elérnie az adott verseny szerkesztőinél, hogy én énekeljem a dalt, pedig nem is kértem tőle ezt. Helyes kis szám volt, de nem volt meg benne az a különlegesség, amitől top sláger lehetett volna belőle. Összesen ötvennégy dalt énekeltem fel a rádióban, ebből mégis csak egyetlen egy lett sláger, rögtön az első, az Ádám, hol vagy?. Emiatt is hagytam abba egy idő után a táncdaléneklést.”
1968-ban a Figyel a mama című számmal a korabeli lakásproblémákra hívta fel a figyelmet. A Mélyen tisztelt szerelemmel 1969-ben indult. 1971-ben szerepelt utoljára a sorozatban, a Rád hagyom a szerencsémet című dallal.
Ambícióiról így beszélt életútinterjújában: „A táncdaléneklés mindössze egy mintegy hatéves periódust jelentett a pályámon. Így aztán 1972-ben leszerződtem a győri Kisfaludy Színházhoz, majd a Vidám Színpadhoz, és egyetlen szerep erejéig az Budapesti Operettszínházhoz. Ez volt a parodista korszakom, ami nagyjából egy évig tartott, majd ezt követte egy hasonló egyéves stand-up-sorozat. Be kellett látnom, hogy érdektelen dalokat kaptam a későbbiekben – még a szerzők személyével sem voltam mindig tisztában –, amiket nem lehetett sikerre vinni, és emiatt külön is hálás vagyok Bánki Laci bácsinak, aki felnyitotta a szememet, hogy változtassak irányt, és forduljak a paródia felé. Én nem akartam harcolni és széllel szemben menni sem, minek, ha volt másik utam? Az pedig, hogy Királyhegyi Pali bácsi és Kálmán György, amikor a Rádiókabaré színpadáról lejöttem – mert az élőben ment mindig – és ismeretlenül odajöttek hozzám gratulálni a színészi-humorista teljesítményemhez, mindenért kárpótolt. Ha kell egyáltalán ebben az esetben kárpótlásról beszélni. Ez is megerősített abban, hogy tinglitanglikat ne énekeljek tovább.”
Fenyvesi Gabi a Mi lesz veled, Eszterke? című filmben 1968-ban az igazgató lányát alakította, a címszereplő Halász Judit és partnere, Tahi Tóth László társaságában. A Micsoda cirkusz című 1974-es filmben pedig Szécsi Pállal énekelt, trambulinon ugrálva. Az 1991-es Volt egyszer egy fesztivál című filmben a fesztivál hőskorát elevenítették fel, sok-sok muzsikával. Rádiójátékokban főszerepet is játszott; a legkedvesebb számára ezek közül a Hamupipőke volt, amelyben Csákányi László alakította az apját, akinek három lánya volt. A Színész–Újságíró Rangadón történtekre ekként emlékezik: „Élveztem azt is, amikor kitaláltam, hogy a legendás paródiafigurát, Gugyerákot, akit Bárdy György alakított, én egy dupla csavarral kifigurázom a SZÚR-on, 1972-ben. Amikor ezen az alkalmon nyolcvanezer ember együtt visította velem az Aranycsapat összeállítását, az felemelő pillanat volt. A SZÚR-on egyébként 1967-ben is felléptem, akkor persze még csak az Ádám, hol vagy?-gyal. Némi túlzással mondhatom, hogy ebben az időszakban csak abban az újságban nem szerepeltem, amelyikben nem akartam.”

## Magánélete
1974-ben férjhez ment, s Kanadába disszidáltak, ahol egy elegáns, háromszintes éttermet vezetett. Emellett a Magyar Élet című folyóirat szerkesztő-újságírójaként dolgozott. A rendszerváltás Magyarországon után hazaköltöztek. Itthon 2009-ben még egyszer fellépett énekesnőként egy nosztalgiakoncerten a telt házas Papp László Budapest Sportaréna színpadán. Manapság a bridzsnek hódol, sokáig a Magyar Bridzsszövetség PR-osa volt, aminek keretében Tatán nagy sikerű ifjúsági bridzs világbajnokságot is szervezett. Két lányától öt unokája született.